# 和歌人
和歌人（わかじん）は、のりちゃんと平松洋一による、和歌山県を拠点としたお笑いコンビである。

## メンバー
- のりちゃん（池田のりひこ） （1979年9月2日 - ） 
ツッコミ担当。立ち位置は向かって左。173cm、体重60㎏、血液型O型。
和歌山県立向陽高等学校卒業。
松竹芸能の夢乃タンゴに弟子入りし、10年ほど大阪で活動[1]。
- 平松洋一 （ひらまつよういち、1975年6月10日 - ）
ボケ担当。立ち位置は向かって右。身長153cm、体重67kg、血液型B型。
有限会社平松自動車経営。
和歌山県立向陽高等学校、関西大学卒業。
大阪NSC23期生[1]。同期のガリガリガリクソンとトリオを組んでいたことがある[1]。

## 概要
- 大阪での芸人時代から顔見知りであり、先に帰郷していたのりちゃんが平松の帰郷を聞きつけて、2014年8月にコンビ結成。
- 披露するネタは主にご当地漫才。

## 出演番組
- 2014年10月 - 2015年3月　1431kHz和歌山放送　のりちゃんと平松洋一の「わかじん!」（毎月第2・4土曜日夜7時15分から）[2][3]